# Sozomen
Salaminij Hermij Sozomen (grško Σαλαμίνιος Ερμείας Σωζομενός [Salamínios Hermeías Sozomenós]) je bil bizantinski cerkveni zgodovinar, * okoli 400, Betelija,  Palestina, † okoli 450, Konstantinopel, Bizantinsko cesarstvo.

## Cerkvena zgodovina
Sozomen je napisal dve deli o cerkveni zgodovini, od katerih se je ohranilo zamo drugo.

### PrvaCerkvena zgodovina
Sozomenovo prvo delo, ki je obravnavalo cerkveno zgodovino od Jezusovega vstajenja do poraza   Licinija I. leta 323, je obsegalo dvanajst knjig. Vanjo so bile vključene Petrove pridige in dela Evzebija iz Cezareje, Hegesipa in Seksta Julija Afričana.

### DrugaCerkvena zgodovina
Sozomenova druga Zgodovina se začenja približno tam, kjer se je končala prva. Pisal jo je v Konstantinoplu, približno v letih 440-443, in jo posvetil cesarju Teodoziju II. (408-450). 
Delo je razdeljeno na devet knjig, ki se približno ujemajo z vladavinami rimskih cesarjev:
- I. knjiga: od Konstantinove spreobrnitve do Prvega nicejskega koncila (312-325)
- II. knjiga: od Prvega nicejskega koncila do Konstantinove smrti (325-337)
- III. knjiga: od Konstantinove smrti do smrti Konstansa I.  (337-350)
- IV. knjiga: od smrti Konstansa I.  do smrti Konstancija II. (350-361)
- V. knjiga: od smrti Konstancija II. do smrti Julijana Apostata (361-363)
- VI. knjiga: od smrti Julijana Apostata do smrti Valensa (363-375)
- VII. knjiga: od smrti Valensa do smrti Teodozija I. (375-395)
- VIII. knjiga: od smrti Teodozija I. do smrti Arkadija (375-408)
- IX. knjiga: od smrti Arkadija do prihoda Valentinijana III. na rimski prestol (408-425)

IX. knjiga je nepopolna. Sozomen v uvodu piše, da namerava Zgodovino zaključiti s Teodozijevim 17. konzulatom, se pravi z letom 439. Zakaj se konča z letom 425 še vedno ni jasno. Albert Guldenpenning domneva, da je Sozomen sam prenehal s pisanjem, ker je v knjigi omenjal cesarico Elijo Evdokijo, ki je kasneje zaradi domnevnega prešuštva padla  v nemilost. Iz zgodovin, ki so jih kasneje napisali Nikefor Kalist, Teofan in Teodor Lektor, je moč sklepati, da je Sozomen svoje delo  napisal do konca. Manjkajoče besedlilo za obdobje 425-439 se je morda izgubilo ali na cesarjev ukaz uničilo.
Sozomen je v svoji Cerkveni zgodovini morda želel v boljšem književnem slogu predelati delo Sokrata Sholastika, da bi dobilo bralce ne samo med cerkveno publiko, ampak tudi med izobraženimi laiki. 
Sozomen se je izkazal za slabega uporabnika kritičnih histografskih metod in slabega poznavalca teoloških vprašanj, vendar je v svoje besedilo vključil tudi številne zahodnoevropske vire, pisane v latinščini,  ki se niso ohranili nikjer drugje. Njegova Zgodovina je zato pomemben zgodovinski vir za poznavanje zgodnjega krščanstva.

## Emona
Sozomen ustanovitev prvega naselja na področju Emone pripisuje Jazonu in Argonavtom, ki so v 13. stoletju pr. n. št. pripluli po Savi, tukaj prezimili in nato po Ljubljanici in kopnem nadaljevali pot v deželo Italikov.